# Биг Тайм Сара
Биг Тайм Сара (англ. Big Time Sarah, урождённая Сара Стритер (англ. Sarah Streeter); 31 января 1953, Колдуотер, Миссисипи, США — 13 июня 2015, Чикаго, Иллинойс, США) — американская блюзовая певица и автор песен. Номинант Blues Music Awards в номинации «Исполнительница традиционного блюза» (2002, 2003).

## Биография
Сара Стритер родилась в Колдуотере, штат Миссисипи в 1953 году. Когда ей было семь лет, семья переехала в Чикаго, где Сара пела госпел в церквях Южного Чикаго. В возрасте 14 лет дебютировал как исполнительница блюза в клубе Morgan's Lounge Club. С начала 1970-х выступала в клубах Чикаго, в частности в клубах Morgan's, Louise's Lounge, Cinderella и Show and Tell Lounge. Там она делила сцену с такими музыкантами, как Мэджик Слим, Бадди Гай, The Aces, Джуниор Уэллс и Санниленд Слим, с которым, познакомившись в 1976 году, она сотрудничала впоследствии всю свою карьеру. Он нанял певицу сначала для своего турне по Калифорнии в июне 1977 года, а в августе Биг Тайм Сара отправилась с ним в турне по Европе. В том же году Биг Тайм Сара записала на Airway Records, лейбле, принадлежащем Санниленд Слиму, свой первый сольный сингл «Big Time Operator»/«Long Tall Daddy», в записи которого приняли участие Слим, гитарист Мэджик Слим и басист Ник Холт, а затем записала ещё два сингла.  В 1978 году Биг Тайм Сара выпустила совместный с Санниленд Слимом альбом Rocking My Blues Away. В 1980 году Биг Тайм Сара создала собственную группу Chicago Blues Skyline.  
В 1982 году объединившись с Зорой Янг и Бонни Ли в гастрольную группу «Blues with the Girls», Биг Тайм Сара отправилась в гастроли по Европе в 1982 году, записав альбомы в Париже и Афинах. В 1984 году была приглашена для участия в первом Чикагском фестивале блюза. В 1983 году певица записала первый сольный альбом Undecided, который охарактеризован был как: "Неровный опус с горсткой убедительных треков, таких как «30 Days in Jail», «I Can’t Stand to be Used», «That’s Why I’m Crying», «Blues All Alone»" . В 1989 году создала группу Big Time Sarah And The BTS Express, которой удалось подписать контракт с Delmark Records, где она выпустила три студийных альбома в 1992, 1996 и 2001 годах. В 2002 и 2003 годах певица претендовала на звание лучшей исполнительницы традиционного блюза Blues Music Awards.
В течение своей карьеры Биг Тайм Сара активно гастролировала в США и миру, особенно хорошо она была принята в Бразилии , записывалась со многими известными музыкантами, в их числе например Эдди Шоу, Эдди Клируотер, Льюри Белл.
Биг Тайм Сара умерла 13 июня 2015 года в возрасте 62 лет от сердечной недостаточности в доме престарелых в Чикаго.  
«Ветеран чикагской блюзовой сцены на протяжении более трех десятилетий Биг Тайм Сара знает, как подать себя, орудуя микрофоном, на радость тем, кто любит ее заряженные, похабные шоу. Она непревзойденная блюзовая певица и заслужила право на свое прозвище, исполняя современный электрический блюз в его потном, жарком и самом лучшем виде» .
«Хотя она более чем способна выжать последнюю каплю души из медленного блюза, большая часть музыки Сары посвящена тому, как весело проводить время, и Сара делает это с удовольствием!» 

## Дискография
- Sunnyland Slim & Big Time Sarah — Rocking My Blues Away (Ornament, 1978)
- Zora Young & Bonnie Lee & Big Time Sarah — Blues With The Girls (Paris Album, 1982)
- Big Time Sarah & The Chicago Blues Skyline — In Athens (Αδελφοί Φαληρέα, 1983)
- Big Time Sarah — Undecided (Blues R&B Recording, 1983)
- Big Time Sarah — Crying (Chrisly Records, 1992)
- Big Time Sarah And The BTS Express — Lay It on 'em Girls (Delmark Records, 1992)
- Big Time Sarah And The BTS Express — Blues in the Year One-D-One (Delmark Records, 1996)
- Sunnyland Slim with Bonnie Lee, Big Time Sarah & Zora Young —  She Got A Thing Goin' On (Earwig Music, 1998)
- Big Time Sarah — A Million Of You (Delmark Records, 2001)
- Blues Rooster featuring Big Time Sarah — Big Time Blues — Live (Styx Records, 2003)
- Sunnyland Slim & Big Time Sarah — Long Tall Daddy (Arcola Records, 2004)